# Manga Time Kirara Carat
Manga Time Kirara Carat (jap. まんがタイムきららキャラット Manga Taimu Kirara Kyaratto) – japoński miesięcznik z mangami seinen, wydawany nakładem wydawnictwa Hōbunsha od 18 stycznia 2003. W czasopiśmie ukazują się głównie mangi w formacie yonkoma.

## Wybrane serie
- A Channel[4]
- Anima Yell![4]
- Blend S[4]
- Dōjin Work[5]
- GA Geijutsuka Art Design Class[6]
- Hidamari Sketch[4]
- K-On![7]
- Kill Me Baby[4]
- Koisuru Asteroid[4]
- Machikado mazoku[4]
- New Game![4]
- Ochikobore Fruit Tart[4]
- Puella Magi Kazumi Magica[8]
- RPG fudōsan[4]
- S.S. Astro[9]